# Bernard-Nicolas Aubertin
Bernard-Nicolas Aubertin O.Cist. (ur. 9 września 1944 w Épinal) – francuski duchowny katolicki, arcybiskup Tours w latach 2005–2019.

## Życiorys

### Prezbiterat
Święcenia kapłańskie otrzymał 21 maja 1972 w zgromadzeniu Ojców Białych. W 1982 złożył śluby wieczyste w zakonie cystersów. W 1989 mianowany opatem klasztoru na Wyspach Leryńskich.

### Episkopat
4 sierpnia 1998 został mianowany biskupem ordynariuszem diecezji Chartres. Sakry biskupiej udzielił mu arcybiskup Pierre Plateau.
23 czerwca 2005 papież Benedykt XVI mianował go arcybiskupem Tours. Ingres odbył się 4 września 2005.
26 października 2019 przeszedł na emeryturę.